# Setifer setosus
Setifer setosus е вид бозайник от семейство Тенрекови (Tenrecidae), единствен представител на род Setifer.

## Разпространение
Видът е разпространен в Мадагаскар.